# كرنفال كيبك الشتوي
كرنفال كيبك الشتوي (بالإنجليزية: Quebec Winter Carnival)‏ أو ببساطة كرنفال كيبك هو مهرجان سنوي يعقد في مدينة كيبك، منذ سنة 1955.
وفقا لبعض الإحصائيات فقد حضر إلى المهرجان أكثر من مليون شخص في سنة 2006 وحدها، مما يجعله من أكبر المهرجانات الشتوية في العالم.

## الأنشطة والمعالم السياحية[2]

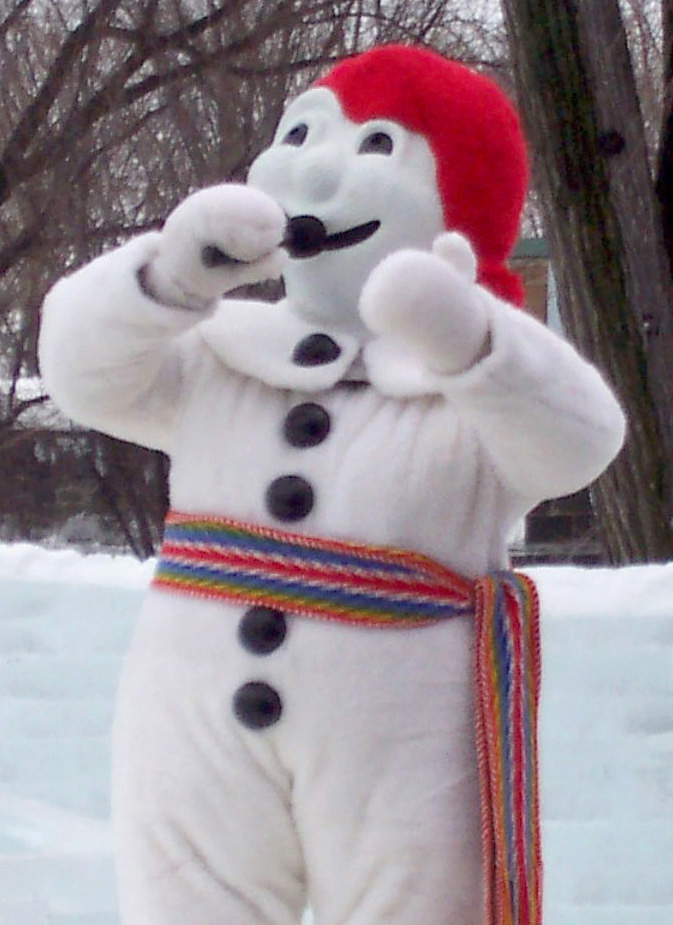
بونوم : تميمة الكرنفال
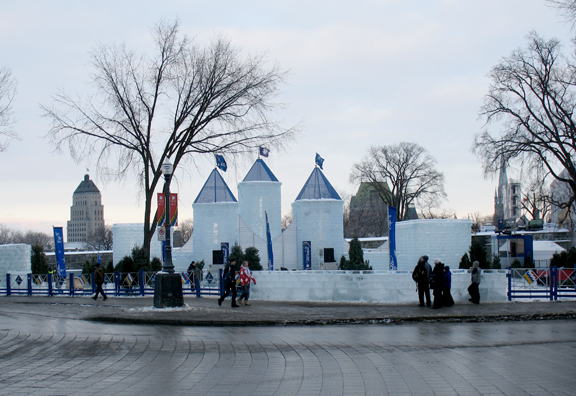
قصر بونوم (2011)
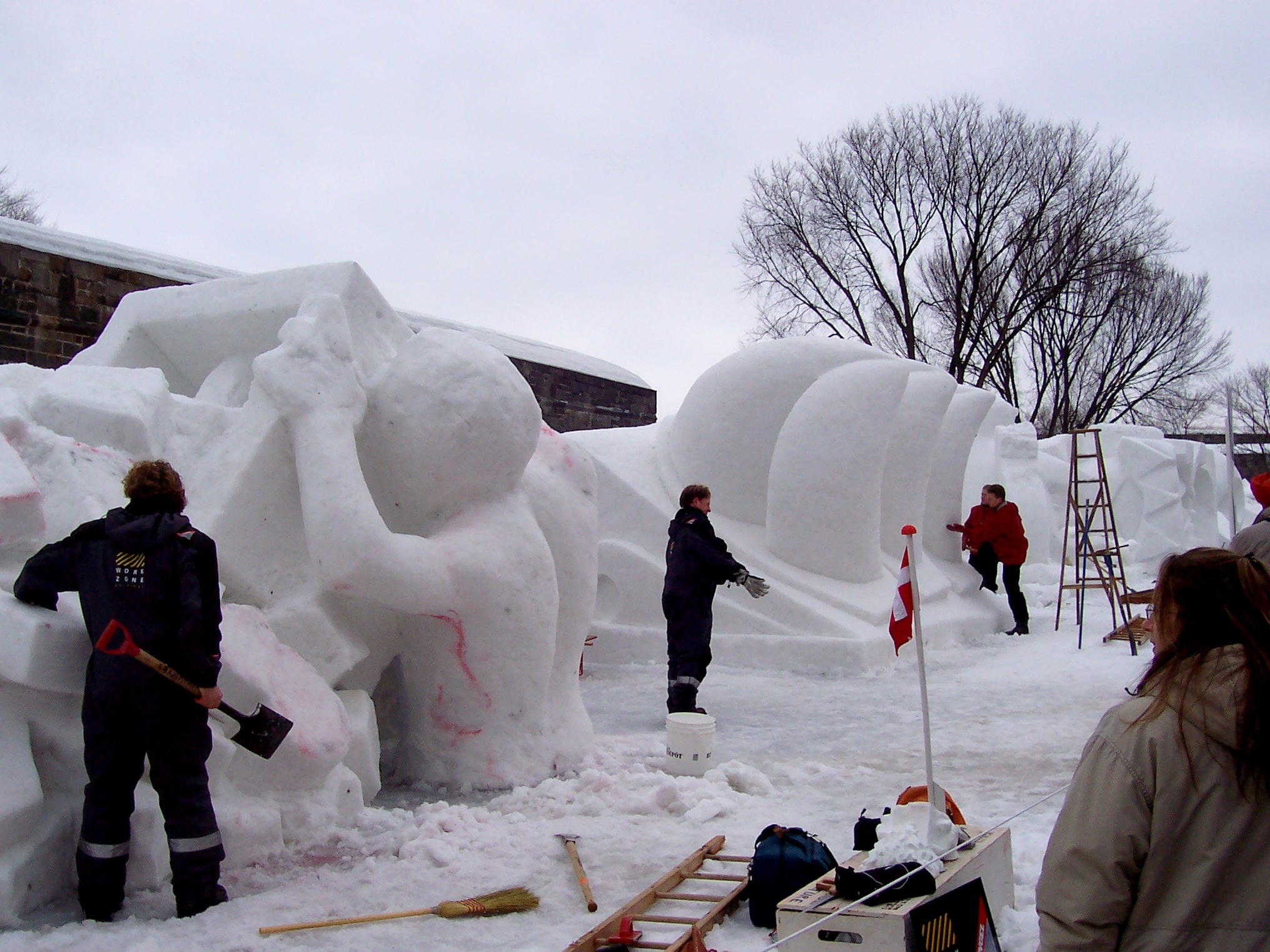
النحت على الثلج
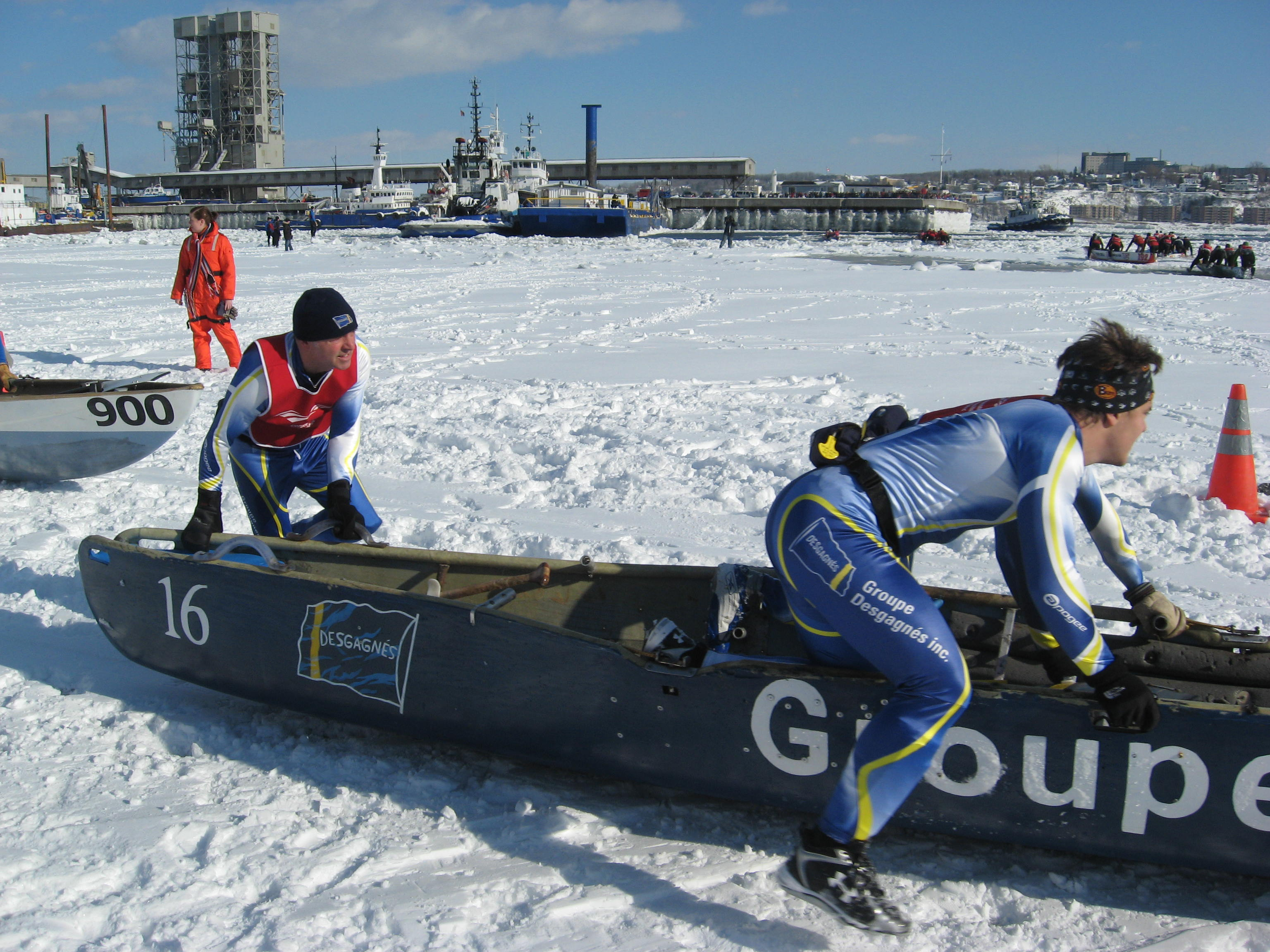
سباق قوارب الكانو (2011)
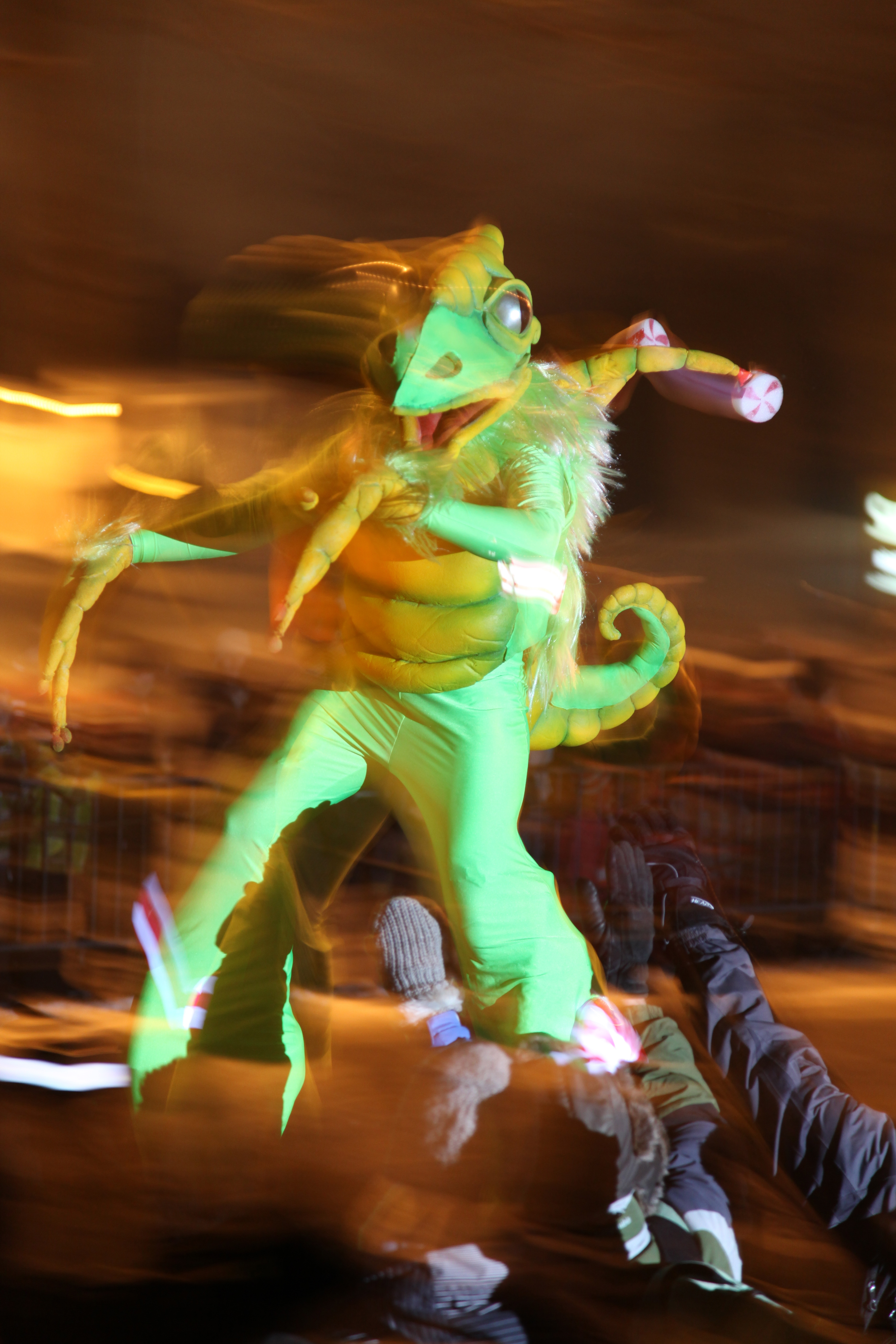
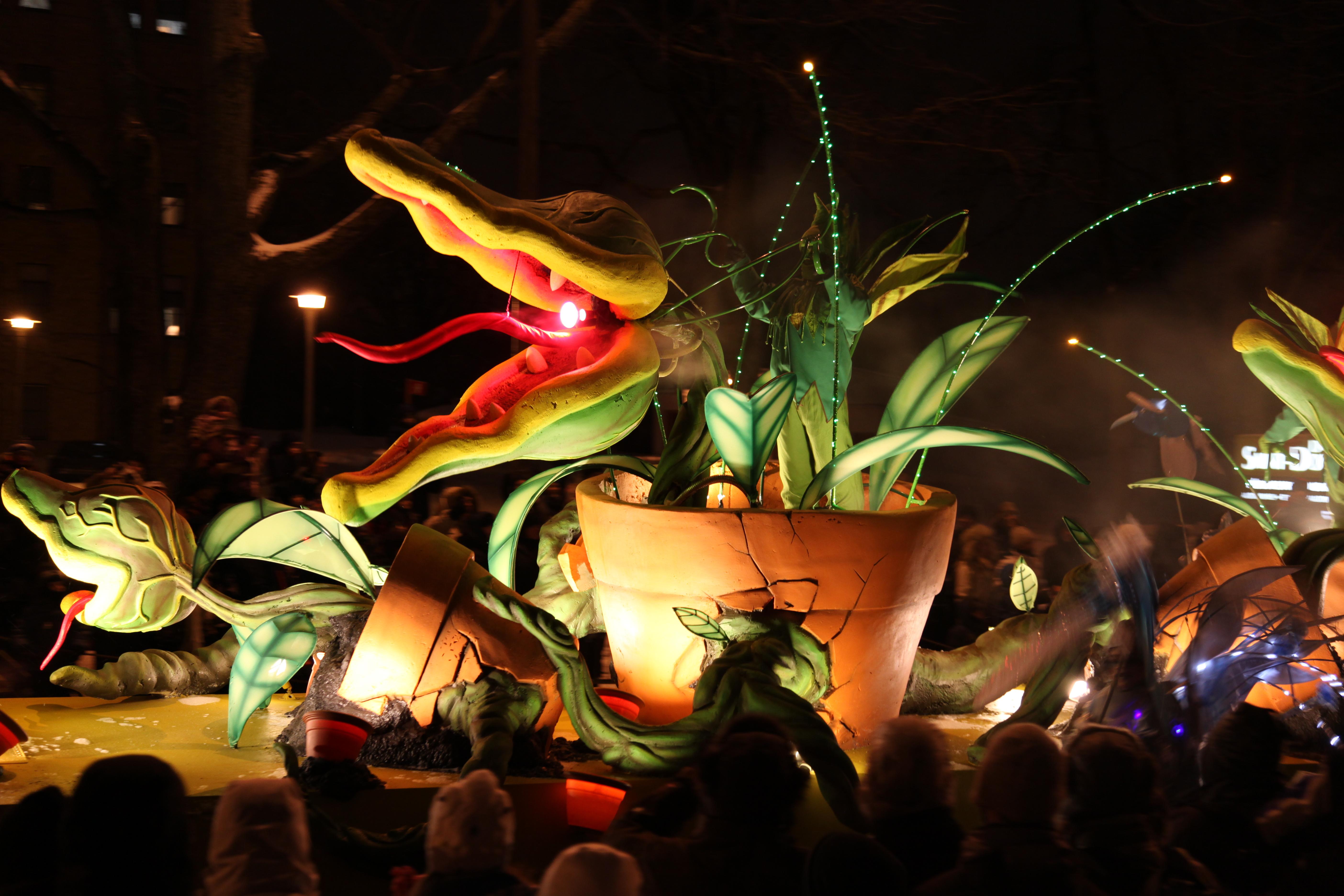

- مراسم الافتتاح والختام: تقام مراسم افتتاح واختتام كرنفال كبيك الشتوي في قصر الجليد.خلال أمسيات الكرنفال التي يحضرها سنويا عدة آلاف من روّاد المهرجان؛ تستلم شخصية بونوم في جو احتفالي «مفاتيح المدينة» من عمدة مدينة كيبيك.
- قصر الجليد: منذ عام 1955 وقصر الجليد هو جزء من معالم الكرنفال، يمكن لكل روّاد الكرنفال زيارته. بُني أصلا ليكون منزل بونوم الكرنفال، ملك المهرجان. في الأصل خلال الفترة الممتدة من 1973 و 2011 كان يقع في ساحة يوفيل، مقابل مبنى البرلمان. في سنة 2012،[3] تم بناؤه على سهول أبرهام، لكنه سرعان ما عاد في سنة 2014 إلى موقعه السابق أمام البرلمان. صنع القصر خلال أيامه الأولى من كتل الجليد المنحوت، ثم من حوالي 9000 طن من الثلج المضغوط خلال الفترة بين 1979 إلى 1992، ثم مرة أخرى مصنوعا من الجليد خلال سنة 1993. في سنة 2008، تم استخدم حوالي 270 طن من الجليد لبنائه.
- المسابقة الدولية للنحت على الثلج: لطالما كان كرنفال مدينة كيبك فرصة للسكان لتزيين بعض الشوارع من بالمنحوتات الجليدية، انطلاقا من سنة 1973، والكرنفال يختبر مواهب من عشرين فريقا من مختلف البلدان (بعضهم معتاد على النحت على الرمال)، من أجل وخلق أعمال ضخمة يحكم عليها الجمهور ولجنة تحكيم متخصصة.
- سباق قوارب الكانو: سباق التزلج على الجليد بين مدينة كيبيك و ليفيس على نهر الجليد هو واحد من الأنشطة التقليدية المعتادة للكرنفال .
- حمام الثلج: فرصة للمتفرجين ليشهدوا تقليدا غريب في الكرنفال، الذي هو الإستحمام بالثلج المتجمد عند درجات حرارة منخفضة جدا تصل إلى 20- درجة مئوية .
- أمسيات لوتو-كيبك: تكون خلال أمسيات عطلة نهاية الأسبوع، تقدم خلالها عدة عروض في الهواء الطلق تدخل الحاضرين في جو احتفالي وتجعلهم يتفاعلو بالحركة والرقص.
- حفلة الملكة: يتم هذا النشاط الاجتماعي في قاعة الرقص الكبرى في قصر فرونتناس، ويجمع حوالي 400 ضيف.

## أنشطة قديمة
في وقت سابق كانت بطولة كيبك بي وي الدولية للهوكي، جزء من الكرنفال وكانت تنظم سنويا خلال أطوار الكرنفال. على الرغم من أن البطولة لا تزال تجرى إلى يومنا هذا خلال فترة الكرنفال، إلا أن الاختلاف اليوم يتجلى في كون البطولة تنظم بشكل منفصل عن كرنفال كيبك.

## تميمة الكرنفال
كغيره من المهرجانات والتظاهرات الكبرى، يملك مهرجان كيبك الشتوي تميمته الخاصة التي تسمى باسم بونوم. هذه الأخيرة هي التميمة الرسمية المعتمدة في الكرنفال منذ إنشائه في سنة 1955. صنعت التميمة من قبل تعاونية برومو بلاستك في سانت جان بورت جولي إلى غاية سنة 2014، عندما أصبحت تصنع في الصين. تم إنشاء الزي وتصميمه من طرف ألفريد تيترولت؛ خياط كيبك الشهير.
اعتبارا من سنة 2011، إتخذت التميمة شكلها الحالي الثلاثي الأبعاد.

## التقاليد
- الحزام الكبيكي المطرز باليد هو جزء من تقليد الكرنفال. هذا الحزام عبارة عن حزام تقليدي ملون و منسوج باليد، يتم ارتداؤه من طرف المشاركين في الكرنفال، وأيضا من طرف شخصية بونوم الخاصة بالكارنفال. يذكر هذا الحزام أساسا بالحزام الذي كان يرتديه سكان كيبك خلال القرون الأخيرة، والذين أخذوه بدورهم من تقاليد الشتاء عند الهنود الأمريكيين.

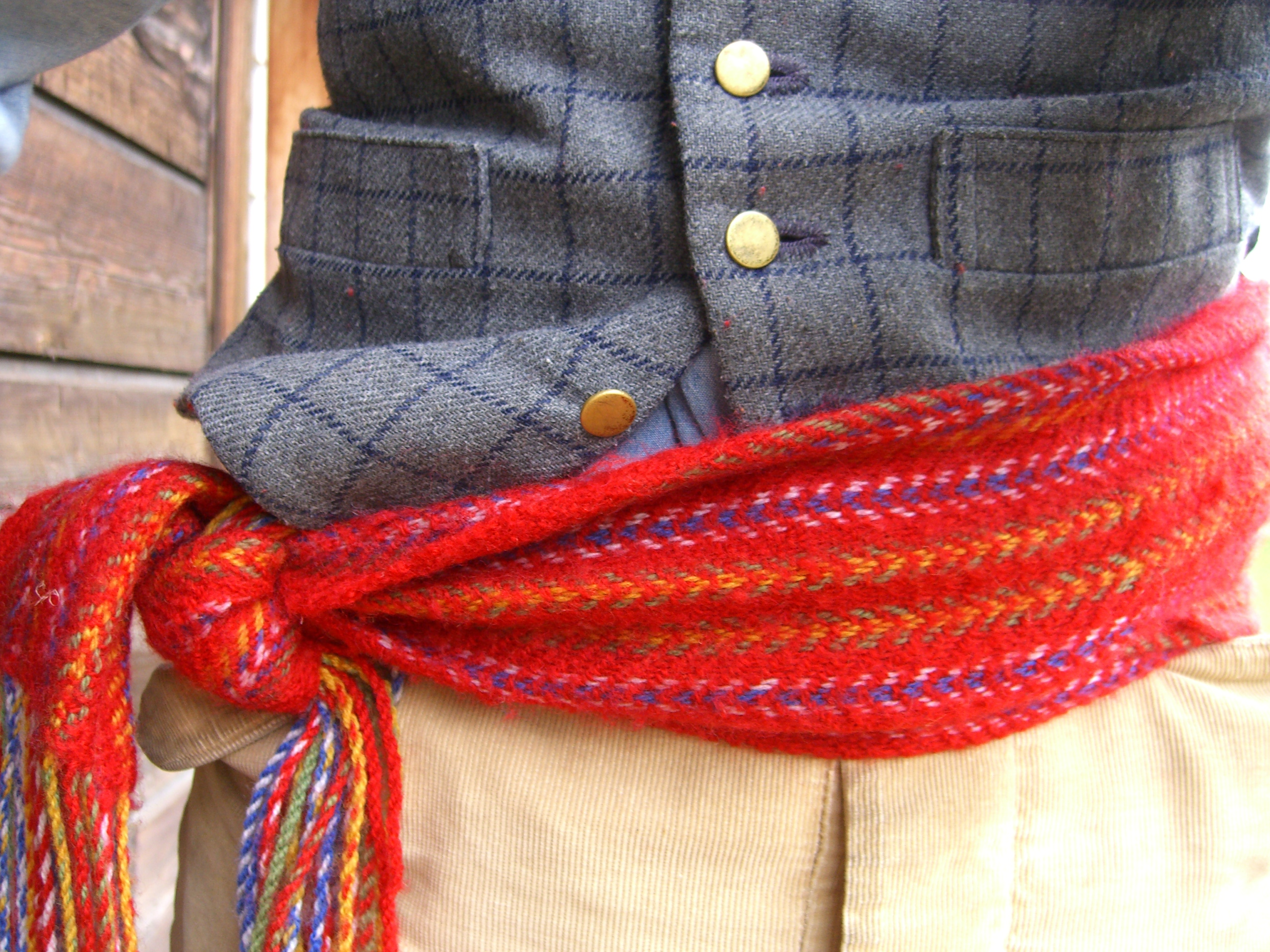
الحزام الكيبيكي التقليدي.

- بوق الكرنفال، الذي هو عبارة عن بوق بلاستيكي ملون بالأحمر أو الأزرق، والذي غالبا ما يسمع صداه خلال أنشطة الكرنفال وخاصة خلال المسيرات. هذا البوق يشبه إلى حد كبير آلة الفوفوزيلا، التي عرفت شعبية واسعة خلال كأس العالم لسنة 2010 بجنوب أفريقيا.
- الكاريبو، لا ينبغي هنا الخلط بينه وحيوان الكاريبو قريب حيوان الرنة (الذي يعيش في منطقة أوراسيا)، بل يقصد به نوع من المشروبات الكحولية التي كانت في الأصل ذات شعبية في حانة عند تي بير. مشروب الكاريبو عبارة عن مزيج من مشروبات البورتو، الشيري، الفودكا والبراندي.

## إحصائيات
شارك ما يقرب من 1400 متطوع  في تنظيم وتقديم الكرنفال سنة 2014.

### الزوار
- في سنة 1964، زار حوالي 260000

شخص مدينة كيبك خلال فترة الكرنفال.
- في سنة 1994، إستقبلت كيبيك أكثر من 500000 زائر، أكثر من 20% منهم جاءوا من خارج كيبيك (كان معظمهم من الولايات المتحدة وأوروبا).
- في سنة 2008، بلغ عدد الزوار رقما قياسيا وصل إلى حوالي مليون زائر.

## التميز
يعد كرنفال كيبك الشتوي أكبر كرنفال شتوي في
العالم، كما يحتل أيضا المرتبة الثالثة من حيث المشاركة الشعبية في كرنفالات العالم، خلف كرنفال مدينة ريو دي جانيرو وكرنفال مدينة نيو أورلينز.
شارك في سنة 2008، ما يقرب من مليون مشارك في جميع أنشطة الكرنفال. ورصد للحدث ميزانية ضخمة بلغت حوالي 8.9 مليون دولار كندي، وأعطى عائدا اقتصاديا سنويا مباشرا قدر بحوالي 48 مليون دولار كندي.
يوظف الكرنفال  سنويا 50 موظفا وأكثر من 1400 متطوع.
و يغطي هذا الحدث العالمي أكثر من مائة صحفي أجنبي يشملون الصحافة المكتوبة والإلكترونية.
يمثل الكرنفال حاليا محركا اقتصاديا هاما في منطقة العاصمة الوطنية، ومصدرا مباشرا للسياحة.

## الشراكات
في إطار رابطة مهرجانات الشتاء الحضرية، دخل كرنفال مدينة كيبك الشتوي سنة 2005 في علاقة شراكة بينه وبين باقي مهرجانات الشتاء الكندية الأخرى في كل من تورونتو (مهرجان وينترسيتي)، وأوتاوا (مهرجان وينتيرلود)، وأيضا مونتريال (مهرجان الضوء). بهدف تجميع الخبرات وتوحيد الجهود من أجل ضمان تسويق أفضل لهذه المهرجانات على الصعيد الدولي.

## روابط خارجية
- الموقع الرسمي للكرنفال (بالفرنسية)
- كرنفال كيبك - أرشيف راديو كندا